# Altheim (Alta Áustria)
Altheim é um município da Áustria localizado no distrito de Braunau am Inn, no estado de Alta Áustria.